# Dorino II Gattiluso
Dorino II Gattiluso era fill de Palamede I Gattiluso i va succeir al seu pare en la senyoria d'Enos el 1455.
En iniciar el govern els otomans van amenaçar Enos però finalment el 1456 van accedir a mantenir a Dorino II augmentant el tribut. El 1462 els seus parents de Lesbos van perdre el poder i el 1484 els otomans van ocupar Enos.
Dorino encara va viure algun temps. Estava casat amb Elisabeta Crispo, de la família ducal dels Crispo.